# Distretto di Mustafakemalpaşa
Il distretto di Mustafakemalpaşa (in turco Mustafakemalpaşa ilçesi) è una città e uno dei distretti della provincia di Bursa, in Turchia.